# Английское семейство, обращённое в христианство, защищает проповедника этой религии от преследования друидов
«Английское семейство, обращённое в христианство, защищает проповедника этой религии от преследования друидов» (англ. A Converted British Family Sheltering a Christian Missionary from the Persecution of the Druids — картина художника-прерафаэлита Уильяма Холмана Ханта, впервые выставленная в Королевской академии художеств в 1850 году. Сейчас находится в Музее Ашмола в Оксфорде. Картина соседствовала с полотном другого известного прерафаэлита Джона Эверетта Милле «Христос в родительском доме». Оба художника стремились изобразить эпизоды из ранней истории христианства, показывая семьи. Оба подчёркивают примитивизм сюжета.

## Сюжет
Картина Ханта изображает семью древних бриттов, живущих в грубо построенной хижине на берегу реки. В своём жилище они прячут христианского миссионера, скрывающегося от толпы языческих британских кельтов. Слева вверху полотна можно увидеть друида, указывающего на другого миссионера, бегущего от толпы.
В щелях задней от зрителя части хижины видны каменные круги — символы язычества. Контраст кельтской и христианской символик достигается путём изображения креста на стене хижины.
Присутствие друида на картине, по видимому, отсылает ко временам римского завоевания Британии в середине I-го века. Это очень ранний период для миссионерства, хотя ризы, в которые они облачены, появились гораздо позже.

## Критика
Картина Ханта была менее противоречивой, чем картина Милле, но Хант подвергся критике за странную композицию и искажённые позы фигур. В 1860 году Флоренс Клакстон в своей картине The Choice of Paris: An Idyll (1860) позаимствовала композицию картины Ханта, спародировав вместе с этим многие другие работы прерафаэлитов.
Сам Хант считал картину одним из своих лучших произведений. Об этом он писал В 1872 году в письме Эдварду Лиру.